# Chen Guokai
Chen Guokai (chinesisch 陈国凯, Pinyin Chén Guókǎi; * 15. Mai 1938 im Kreis Wuhan in der Provinz Guangdong; † 16. Mai 2014) war ein chinesischer Schriftsteller.

## Leben
Nach dem Jahr 1958 war Chen als Arbeiter und Propagandist in einer Fabrik für Stickstoffdünger in Kanton tätig. Anfang der 1960er Jahre begann er sich literarisch zu betätigen. Er veröffentlichte Erzählungen und Kurzgeschichten. Bekannt wurde er mit der 1979 veröffentlichten Kurzgeschichte Wo yinggai zenmo ban, in der er Verbrechen während der Kulturrevolution thematisierte. In den 1980er Jahren widmete er sich vor allem im chinesischen Fabrikmilieu angesiedelten Problemen der chinesischen Gegenwart und setzte dabei zunehmend satirische Mittel ein.

## Werke (Auswahl)
- Buzhang xiaqi, 1962
- Xinlaide tushuguanliyuan, 1972
- Wo yinggai zenmo ban, 1979
- Chechuang huanhou, 1980
- Lu, 1982
- Pingchang de yi tian, 1983
- Yangcheng yi ye, Sammlung, 1980
- Haoren A Tong, 1984